# Мамедбеков, Лютфи Шахбаз оглы
Мамедбеков Лютфи Шахбаз оглы (6 февраля 1927, Агдаш — 1 февраля 2004, Баку) — 
и режиссёр, сценарист, чтец текстов, художественный руководитель фильмов. Заслуженный артист Азербайджанской ССР (1974). Народный артист Азербайджана (1991).

## Жизнь и деятельность
Лютфи Мамедбеков родился 6 февраля 1927 года в Агдаше. Актер учился в Театральном техникуме в 1943—1947 годах. В 1961—1966 годах окончил режиссерский факультет Национальной академии наук имени М.Алиева.
В 1947 году Лютфи Мамедбеков работал в Театре музыкальной комедии после окончания учебы в Театральном техникуме. Однако в конце 40-х годов театр был временно закрыт. По этой причине актер попал в труппу Театра юного зрителя. Лютфи Мамедбеков, работая в Театре юного зрителя, руководил драматическим кружком при тогда еще 26-летнем Дворце культуры в Баку. В этом объединении, получившем в 1961 году статус Народного театра, он воспитал несколько поколений азербайджанских актеров.
Лютфи Мамедбеков был приглашен в Академический национальный драматический театр в 1961 году и проработал там до конца жизни. Режиссер был постановщиком нескольких спектаклей на сцене этого театра. Выпускник великой актерской школы Лютфи Мамедбеков более 40 лет руководил основанным им в 1953 году народным театром и воспитал великое поколение актеров, имена которых с честью вписаны в историю театра.
Лютфи Мамедбеков был режиссером более 60 телепередач, в том числе «Окулист», «После дождя», «Без тебя», «Яд гызы». Лютфи Мамедбеков также снимался в кино. Снимался в фильмах «Не та, так эта», «Бахтияр», «Утро», «Под знойным небом», «Окулист», «Лейли и Меджнун», «Волшебный халат» и других фильмах.
Лютфи Мамедбейли — первый режиссер, снявший телесериалы в республике. В 1993 году режиссер снял 12-серийный фильм по произведению писателя Алибалы Гаджизаде «Пропавшая невеста». Позже он снял 6-серийный сериал «Додагдан гяльбя» (1998) и 6-серийный «После дождя» (1998).
Лютфи Мамедбеков скончался 1 февраля 2004 года в Баку.

## Награды
- Заслуженный артист Азербайджанской ССР 1 июня 1974 г.
- Народный артист Азербайджана 22 мая 1991 г.[1]
- Орден «Слава» 13 марта 1997 г.[4].
- Лауреат премии «Золотой дервиш»
- Персональная стипендия Президента Азербайджанской Республики 11 июня 2002 г.[5]

## Фильмография
1. Агасадиг Герайбейли (фильм, 1974)
2. Огонь (фильм, 1979) (полнометражное телешоу)
3. Семья Атаевых (фильм, 1978)
4. Бахтияр (фильм, 1955)
5. Дуэль (фильм, 1995)
6. Окулист (фильм)
7. Пропавшая невеста (фильм, 1994)
8. Мужчины (фильм, 1979)
9. Под знойным небом (фильм, 1957)
10. Лейли и Меджнун (фильм, 1961)
11. Трактирщик (фильм, 1978)
12. Дурак (фильм, 1973)
13. Не та, так эта (фильм, 1956)
14. Сказка о человеке в желтой рубашке (фильм, 1980)
15. Волшебный халат (фильм, 1964)
16. Утро (фильм, 1960)
17. Судьба (фильм, 1996—1997)
18. Забытый человек (фильм, 1987)
19. Незнакомка (фильм, 1990)
20. После дождя (фильм, 1998)
21. В канун Нового года (фильм, 1958)